# جابرة (جيشان)

تعديل مصدري - تعديل

جابرة هي إحدى قرى عزلة جيشان بمديرية جيشان التابعة لمحافظة أبين، بلغ تعداد سكانها 475 نسمة حسب تعداد اليمن لعام 2004.